# The Promise (roman)
Pour les articles homonymes, voir The Promise.
The Promise (La Promesse dans la traduction française) est un roman américain écrit par Chaïm Potok, publié en 1969. Il s'agit d'une suite à son précédent roman L'Élu (The Chosen). Situé dans le New York des années 1950, il poursuit la saga des deux amis, Reuven Malter, un juif orthodoxe moderne étudiant pour devenir rabbin, et Danny Saunders, un juif hassidique qui a rompu avec la tradition de sa secte en refusant de prendre la place de son père comme tzaddik pour devenir psychologue. Le thème du conflit entre le judaïsme orthodoxe traditionnel et moderne qui se déroule dans The Chosen est repris ici dans le contexte des changements qui ont eu lieu dans le monde de Reuven et de Danny entre les deux romans : après la Seconde Guerre mondiale, les survivants de la Shoah sont partis aux États-Unis ou en Israël, reconstruisant leur vie brisée et faisant souvent ressentir leur point de vue religieux farouchement traditionaliste parmi leur peuple.

## Résumé de l'intrigue
The Promise commence quelques mois après la fin de The Chosen, Danny venant de commencer son programme d'études supérieures en psychologie et Reuven ayant commencé l'école rabbinique. Le roman débute à l'été 1950, lorsque Reuven sort avec une étudiante du nom de Rachel Gordon. Rachel et Reuven emmènent le cousin de Rachel, Michael Gordon, à une fête foraine, où Michael a une dépression mentale à un stand de tir. Dans les prochains jours, le père de Michael, Abraham Gordon, rabbin et enseignant laïc, informe Reuven que Michael a des antécédents de maladie mentale et qu'il devra probablement vivre dans une maison de soins sous surveillance psychologique. Abraham Gordon, un ami du père de Reuven, est une figure controversée ; Les livres de Gordon, qui remettent en question l'existence de Dieu mais cherchent à concilier ces questions avec la tradition juive, l'ont amené à être mis au herem ; Gordon tient un album des nombreuses fois où il a été attaqué dans la presse. 
À l'université Hirsch, le professeur de Talmud de Reuven, Rav Kalman, est un survivant de l'Holocauste rigoureusement religieux qui désapprouve violemment la méthode séculière d'étude talmudique du père de Reuven, qui propose que les passages du Talmud contiennent des erreurs scribales qui peuvent être déduites par la lecture critique des commentaires médiévaux pertinents et l'étude de variantes de lectures. Pendant le cours de Talmud, Reuven et ses camarades de classe écoutent les tirades régulières de Rav Kalman sur la façon dont le monde moderne détruit le Yiddishkeit. Un jour, il dirige l'une de ses tirades à l'école où travaille le père de Reuven. Il dit plus tard à Reuven qu'il n'est pas autorisé à entrer au séminaire Zechariah Frankel (l'école qu'Abraham Gordon dirige) ; Reuven y avait été vu en train de vérifier des variantes de lecture pour le livre de son père sur la méthode critique. 
Cet automne, Reuven et Rachel reconnaissent mutuellement qu'ils ne sont qu'amis et non partenaires romantiques, et Michael est envoyé vivre dans le centre clinique où Danny fait son séjour. Danny rencontre Rachel lorsqu'un plan de traitement pour Michael est en cours d'élaboration et ils commencent à sortir ensemble. Pendant ce temps, le livre du père de Reuven est publié, ce qui rend encore plus furieux Rav Kalman. Il écrit un long article critiquant la méthode d'étude du Talmud du livre après avoir demandé l'aide de Reuven pour comprendre la méthode, ce qui rend Reuven furieux. Le choc entre l'orthodoxie et la modernité crée des tensions à l'école où le père de Reuven enseigne, car les nouveaux professeurs de l'école (dont beaucoup sont des survivants de l'Holocauste) sont en désaccord avec véhémence avec les idées du père de Reuven. 
À la suite de l'aggravation de la condition de Michael, Danny arrive avec une idée pour une expérience ; isoler complètement Michael dans une pièce silencieuse sans contact avec le monde extérieur. Abraham et Ruth (la mère de Michael) Gordon acceptent l'expérience de Danny et cela commence, au grand dam de Michael. 
À l'approche des examens d'ordination rabbinique (smicha) de Reuven, Rav Kalman dit à Reuven qu'il doit faire un choix: utiliser la méthode de son père, ou se tenir avec le vrai Yiddishkeit. Dans le même temps, le mot sort qu'il y aura un nouveau département à l'université qui enseignera le Talmud de manière laïque, ce qui rend furieux Rav Kalman. Le père de Reuven informe Reuven qu'il pourrait lui être proposé un poste dans le département prévu des rabbiniques. 
Au fil des mois, Michael descend dans une catatonie silencieuse, qui fait paniquer Reuven, la famille Gordon et Danny (dont la carrière dépend de l'expérience). 
Finalement, Reuven passe ses examens de smiha. Décidant d'être fidèle à lui-même, Reuven utilise la méthode de son père pour modifier le texte du Talmud afin de clarifier des passages plus compliqués. Cela surprend même le doyen et le Rav Gershenson plus progressiste (qui était l'enseignant de Reuven dans The Chosen ), mais les deux hommes sont impressionnés par les connaissances et la créativité de Reuven. D'un autre côté, Rav Kalman semble être en colère et agacé. 
En fin de compte, Rav Kalman donne une smiha à Reuven, déclarant que bien qu'il soit violemment en désaccord avec ses méthodes, il peut entendre l'amour de la Torah dans sa voix, quelque chose qu'il n'avait pas entendu depuis que ses élèves ont été tués à Maidanek. À titre de compromis, le père de Reuven ne peut pas enseigner dans le département des rabbiniques à Hirsch, mais Reuven a un poste dans le département, où il sera autorisé à utiliser la méthode critique, et où Rav Kalman promet de se battre avec lui à ce sujet. Le père de Reuven accepte plutôt un poste au séminaire Zechariah Frankel. 
Après des mois de détention, Michael parle enfin lorsque Reuven lui rend visite et mentionne que Rav Kalman lui donne une smiha - le même Rav Kalman qui avait attaqué le père de Reuven dans la presse. Michael révèle que sa colère et d'autres problèmes proviennent du fait que son père est un rabbin profane ouvertement détesté et attaqué, ce qui a fait que Michael se sentait aliéné et mal à l'aise ; il déteste son père et sa mère, et pourtant, il les aime aussi, et craint que sa haine ne les blesse irrémédiablement. Michael souhaitait secrètement que le travail de l'aîné Malter empêche Reuven de recevoir la smiha, et par conséquent, Reuven détesterait son père et aurait quelque chose en commun avec Michael. Ayant exprimé ses vrais sentiments, il embrasse ses parents et est maintenant prêt à commencer une thérapie traditionnelle avec Danny. 
Rachel et Danny se marient et au mariage, Danny dit à Reuven qu'il rédigera sa thèse de doctorat sur son expérience avec Michael.

## Thèmes et analyse
Le thème central du roman est le conflit de Reuven entre les enseignements traditionnels d'hommes comme Rav Kalman et les approches modernes approuvées par des hommes comme son père et Abraham Gordon. En fin de compte, Reuven choisit de prendre des deux écoles de pensée et de trouver un équilibre. Il choisit d'embrasser la modernité en utilisant la méthode de son père sur le Talmud, et peut-être sur la section Prophètes et Écrits de la Bible, mais pas sur le Pentateuque. Ce faisant, il embrasse son intelligence, mais aussi la promesse qu'il a faite à sa foi juive. Reuven fréquente le collège et le séminaire Samson Rafael Hirsch ; Samson Rafael Hirsch était le fondateur intellectuel du mouvement orthodoxe moderne. L'autre grande école du roman est le séminaire Zechariah Frankel ; Zechariah Frankel était le fondateur intellectuel du mouvement conservateur moderne. Le chef du séminaire Frankel est Abraham Gordon, dont le nom est très similaire à celui d'Abraham Geiger, le fondateur intellectuel du mouvement de réforme moderne. Ceci est vraisemblablement intentionnel, car le livre est centré sur la lutte entre les différentes dénominations. 